# Apollinaire l'Ancien
Pour les articles homonymes, voir Apollinaire.
Apollinaire l'Ancien est un auteur chrétien, grammairien et rhéteur grec du IVe siècle.
Il est nommé « l'Ancien » pour le différencier de son fils Apollinaire de Laodicée parfois nommé « Apollinaire le Jeune ».

## Éléments biographiques
Originaire d'Alexandrie, il enseigna la grammaire et les lettres d'abord à Béryte puis à Laodicée de Syrie. Étant devenu veuf dans cette ville, il se fit moine, et fut ordonné prêtre à Laodicée.
Dans sa lutte contre le christianisme, l'empereur Julien avait défendu en 362 à tous les chrétiens d'enseigner la grammaire et la rhétorique, affirmant que ceux qui niaient les dieux d'Homère, de Démosthène, de Cicéron et de Virgile devaient se contenter de lire et de commenter dans leurs réunions les écrits de Luc et de Matthieu. C'était une manière de refuser aux chrétiens les « études supérieures ». Pour pallier ceci, et permettre aux chrétiens d'étudier la « pure langue grecque » Apollinaire entreprit, avec son fils, de composer sur des thèmes chrétiens des ouvrages imités des auteurs anciens. Ainsi fut mis à contribution le style d'Homère, de Ménandre, d'Euripide, de Pindare et même de Platon.
Son goût pour les belles lettres lui valut par ailleurs quelques déboires avec son évêque : un jour que les deux Apollinaires se trouvaient chez le sophiste païen Épiphane, celui-ci lut un hymne à Bacchus qui commençait par la formule ordinaire invitant les profanes à sortir. Si plusieurs des spectateurs se retirèrent, Apollinaire et son fils restèrent et applaudirent les vers du païen. L'évêque Théodote jugeant cela peu compatible avec les qualités de prêtre (pour le père) et de lecteur (pour le fils) les suspendit temporairement.
On ignore la date de la mort d'Apollinaire (qui eut cependant lieu avant que son fils, devenu évêque, ne formule les thèses christologiques qui furent condamnées comme hérétiques).

## Œuvres
Toutes les œuvres d'Apollinaire sont perdues, à l'exception de deux dont l'attribution est contestée. D'autre part, ces ouvrages sont l'œuvre conjointe du père et du fils, même s'ils sont parfois attribués spécifiquement à l'un ou à l'autre.
- Récits de l'Ancien Testament jusqu'au règne de Saül, en vers héroïques (hexamètres). Ouvrage composé comme une épopée homérique, découpée en 24 chants (selon les 24 lettres de l'alphabet grec).
- Paraphrase des psaumes en vers hexamètres (l'attribution de ce « Psautier » à Apollinaire est tardive[1]).
- Les quatre Évangiles mis en forme de dialogues à la manière de Platon.
- Une tragédie sur la Passion de Jésus-Christ, composée essentiellement d'extraits d'Euripide, aussi attribuée à Grégoire de Nazianze et généralement placées parmi les œuvres de cet auteur[2].
- Trente livres contre l'empereur Julien.
- Des comédies, des tragédies, et des poésies lyriques dans lesquelles il chercha à imiter Ménandre, Euripide et Pindare.